# Pachnobia albuncula
Pachnobia albuncula là một loài bướm đêm trong họ Noctuidae.